# Pegomya testacea
Pegomya testacea este o specie de muște din genul Pegomya, familia Anthomyiidae. A fost descrisă pentru prima dată de De Geer în anul 1776.
Este endemică în Sweden. Conform Catalogue of Life specia Pegomya testacea nu are subspecii cunoscute.